# Moorhuhn Kart 2
Moorhuhn Kart 2 је друга по реду тркачка видео игра из серијала, објављена 2004. године од стране Феномедије АГ у Хамбургу. Након свог претходника у серијалу Moorhuhn Kart Extra, графички је била једна од најнапреднијих карт игара у то време. У игри се јављају ликови из других игара од истог издавача. Игра је по изласку направљена искључиво за Немачко тржиште, тако да је написана на немачком језику, те га није могуће променити на неки други.

## Изглед и правила игре
Moorhuhn Kart 2 је игра коју могу играти један или два играча. Након што се игра покрене, играча дочека мени у којем може да одабере мод игре. У синглплејер моду, играч бира да ли хоће да игра сам против времена или шампионат. У мултиплејер моду екран је подељен на два дела и може да се одабере дуел са само два играча, као и шампионат са још пет додатних возача. Након одабраног мода, играч бира кубикажу картова по избору од 50, 100 и 150 кубика. У сваком моду, у доњем десном делу екрана приказана је мапа стазе. У горњем десном углу приказано је тренутно време као и најбрже одвежено време на стази. У горњем левом углу приказана је тренутна позиција играча, број кругова који је одвезао, као и инвентар који играч попуни тако што покупи пакетић на стази који му доноси једно од осам моћи у току трке.

## Ликови
- Moorhuhn је главник јунак целог серијала, по коме је ова игра и добила име. Веома је брз и лак за контролисање
- Lesshuhn брат главног јунака. Брз је, али тешко га је контролисати у кривинама.
- Moorfrosch је јунак из друге игре који је доскочио у свој нови карт. Спор је, али лако се контролише
- Pumpkin је јунак из претходне игре овог серијала. Јак је али мало теже скреће.
- Snowman је ледени јунак из претходних серијала. Јак је и брз, али тежак за управљање.
- Hank је нови јунак у серијалу. Он има просечне способности.
- Kröt је нови јунак, којег сви обилазе због његове споре вожње.

## Стазе
У игри постоје два главна шампионата које играч може да вози. Међутим могуће је и направити свој сопствени шампионат тако што од осам понуђених стаза, играч сам одабере распоред који ће да вози.

### Шампионат 1
- Moorhuhn X[4] је стаза која је најпознатија играчима претходних Moorhuhn игара. У питању је фарма са пуно референци на претходнике.
- Winter је друга, али снежна стаза на којој је велики изазов за играче због проклизавања.
- Insel је стаза на острву пуном диносауруса који незаинтересовано гледају трку.
- Ägypten је права пустињска стаза у Египту. Јако је велика и песковита.

### Шампионат 2
- Fabrik је најкраћа стаза у целом серијалу. На њој се налазе картови који су у произвоњи.
- Bergwerk је мрачна стаза која води играче у дугачак тунел из којег само најбржи излазе.
- Burg је као и претходна, врло мрачна стаза која алудира на претходне истраживачке игре овог издавача.
- Sumpf је последња и најтмурнија стаза у серијалу. Пуна је незгодних кривина које терају играче ван стазе.

## Пакетићи
У игри постоје осам пакетића који се могу покупити у току трке. Сваки од њих доноси неку предност. Када играч налети на један такав, насумично ће му се појавити у инвертару у горњем левом углу.
- Lenkflugkörper[5] је пратећа ракета који када је играч испали, ракета јури играча који је на првој позицији. Уколико га погоди, играч који је био на тој позицији добија краткотрајну паузу за опоравак на месту где га је погодила.
- Gooball или шугава лопта је моћ која играчу омогућава да испали на друге возаче те их онемогући да наставе са вожњом на пар секунди.
- Blaues је један од најкориснијих моћи од свих осталих. Када га играч испали, на пар секунди изнад играча се појављује полицијска сирена која благо убрзава карт и прави штит, како други играчи не би могли да угрозе оног који је то искористио.
- Schild је сличан као и претходна моћ. Играчу даје штит на тридесет секудни, али га благо успорава.
- Wurfloch је бацајућа рупа коју када играч испали, иза њега остаје тамна рупа у коју неко од осталих возача може да упадне. Уколико неко упадне, враћање на стазу траје 3 секунде.
- Fakebox је предмет који када играч испали, створи се лажни пакетић. Уколико неко налети на њега у намери да заправо узме регуларан пакетић, пући ће га бомба након чега ће чекати опоравак на стазу.
- X-Field је предмет који када га играч употреби, иза њега се створи Х поље. Када неки возач предје преко тог поља избуше му се све четири гуме и остаје неколико секунди на самој шасији док се не врати опет на стазу.
- Turbobox је моћ која играчу даје јако турбо убрзање. Врло корисна уколико га играч употрби на правцу.